# Consell de Dones de Singapur
El Consell de Dones de Singapur va ser una organització de Singapur. El grup defenia els drets de les dones i va ser especialment la veu principal en els problemes relatius a les dones i el matrimoni. El consell també es va assegurar de tindre una bona reacio amb els mitjans de comunicació i va escriure freqüentment als periòdics sobre els problemes de les dones. El consell sermonejà respecte els drets de les dones en diversos veïnats del país. Els esforços defensors del consell ajudaren a accelerar que s'aprovara l'Estatut de les Dones.

## Història
La idea de crear un consell de dones prové d'una reunió consistint en dones malaies feta l'octobre de 1951. Shirin Fozdar tingué una reunió pública on dones, entre les quals hi havia Elizabeth Choy, Vilasini Menon, Robert Eu i Amy Laycock, anaren per decidir com seria tal grup. El consell es basà en el Consell Nacional de les Dones a l'Índia, la qual fou una inspiració per a les dones de la reunió. El consell fou creat formalment el 4 d'abril de 1952. Fozdar serví com la primera secretària i Tan Cheng Hiong va ser la primera presidenta. El comitè executiu del Consell de Dones de Singapur era ètnicament molt divers, tenint dones d'ascendència xinesa, malaia, euroasàtica i europea. La quantitat de membres arribà a un pic d'al voltant de 2.000 el 1955.
Durant la dècada de 1950, el Consell de Dones de Singapur va fer una campanya contra la pràctica de la poligàmia, defengué l'atenció infantil i pressionà al govern per a fer reformes respecte la prostitució. També es va preocupar de lesdones i les pràctiques de divorci d'aleshores. El febrer de 1953, el consell obrí el primer club per a noies de Singapur al Centre de Benestar Joo Chiat. El 1959, el consell pressionà als partit polítics del país perquè inclogueren drets per a les dones respecte el matrimoni en els seus programes. La pressió feta pel consell ajudà a accelerar l'aprovació de l'Estatut de les Dones i l'Ordenança sobre els Musulmans.
El consell perdé molt d'impuls després de l'aprovació de lleis que protegeixen els drets de les dones. El grup es va dissoldre el 1971 després d'haver un declivi del nombre de membres.

## Membres notables
- Checha Davies[15]
- Shirin Fozdar[7]
- Tan Cheng Hiong[9]